# IC 4082
IC 4082 ist eine elliptische Galaxie vom Hubble-Typ E im Sternbild Jagdhunde am Nordsternhimmel. Sie ist rund 547 Millionen Lichtjahre von der Milchstraße entfernt.
Das Objekt wurde am 21. März 1903 von Max Wolf entdeckt.